# Kolibri (Maler)
Kolibri, eigentlich Werner Blattmann (* 29. September 1951 in Altenburg) ist ein deutscher Maler, Grafiker, Karikaturist und Illustrator.

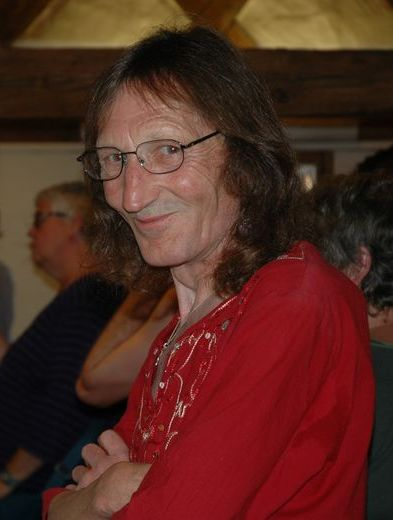
Kolibri bei einer Vernissage in Stühlingen im Juli 2012

## Leben und Wirken
Werner Blattmann ist in dem heute in Jestetten eingemeindeten Altenburg geboren und aufgewachsen. Nach einer zweijährigen Reise durch Europa und den Nahen Osten hatte er für längere Zeit einen Arbeitsaufenthalt in einem Kibbuz in Israel. Anschließend absolvierte er ein Grafik-Design-Studium in München und Stuttgart. Als Grafiker und Zeichner arbeitete er ab 1984 unter dem Künstlernamen Kolibri als erstes für die taz in West-Berlin und blieb in der Stadt auch noch nach dem Fall der Mauer bis 1996 als Layouter, Illustrator und Zeichner für verschiedene andere Printmedien (u. a. dem Österreichischen Literaturforum) und Verlage tätig. Seit 1996 lebt und arbeitet Kolibri wieder in Altenburg am Rhein.
Seine Bilder waren Teil zahlreicher Einzel- und Gruppenausstellungen im In- und Ausland. Er erhielt zudem mehrere Preise und Auszeichnungen, zuletzt 2006 den EnBW-Förderpreis. Seine Illustrationen wurden in ca. 100 Zeitungen und Zeitschriften veröffentlicht. Er illustrierte zahlreiche Bücher und legte auch einige eigene Buchveröffentlichungen vor.
Er ist Mitglied des Kunstvereins Schaffhausen und des Internationalen Bodensee-Clubs.

## Bibliographie (Auswahl)

### Karikaturen/Cartoons/Zeichnungen
- Kopfschmerzen. Cartoons von Werner. éditions trèves, Trier 1983, ISBN 3-88081-139-3
- Schnell im Biss. Zus. mit Amelie Glienke. Rixdorfer Verlagsanstalt, Berlin 1984; Neuauflage Eichborn Verlag, Frankfurt a. M. 1985, ISBN 3-8218-1818-2
- Kolibris Kuriose Kritzeleien.[3] Federzeichnungen mit Gedankensplittern von Grete Wassertheurer. Edition Elf, Burgdorf 1998
- KopfSteinPflasterEchos. Bildzyklus Tanz der Kopffüßler, zus. mit Grotesken von Ulrich Karger. Klaus Bielefeld Verlag, Friedland 1999, ISBN 3-932325-56-7

TB- u. E-Book-Neuausgabe. Edition Gegenwind – Tredition, Hamburg 2022, ISBN 978-3-347-50683-1.
- Das große Zeichenbuch – 1975-2000. Kunstkatalog. Hrsg. und mit einem Vorwort versehen von Ulrich Karger. Edition Gegenwind – Create Space, North Charleston 2016, ISBN 978-1-5301-4102-9

### Buchillustrationen
- Udo Schwarzer, Susanne Jackowski: Schauste – Siehste – Staunste. Ein Ausflugsbuch für Kinder, Klassen und Familien. Und für die Lehrer auch. Vorwort: Monika Diepgen. Stiftung Naturschutz, Berlin 1985, ISBN 3-925302-09-3
- Rose Vollmond: Panik auf der Spätzlesplantage – Schwabenträumle. Stieglitz Verlag, Mühlacker – Irdning/Steiermark 1988, ISBN 3-7987-0275-6
- Elisabeth Dravecz: Gestatten Sie! Maxi ist mein Name. Zwiebelzwerg-Verlag, Willebadessen 1990, (2. Aufl.) 2008, ISBN 3-925323-60-0
- Irene Sidau: Mit geschlossenen Augen Dich sehen. P. Höll,  Darmstadt 1991, ISBN 3-928564-00-5
- Antje de la Porte: ... dann zeigst du auf meine Schuhe vorm Bett. P. Höll,  Darmstadt 1992, ISBN 3-928564-04-8
- Gabriele Gabler: Die Liebe kommt auf Zehenspitzen.  P. Höll,  Darmstadt 1992, ISBN 3-928564-05-6
- Fritz Deppert: Kurzschrift – Gedanken und Standortbestimmungen. Calatra Press, Lahnstein 1993, ISBN 3-88138-115-5
- Gabriele Haas-Rupp (Hrsg.): Die Feder schreibt kratzend. Experimente mit Renga-Gedichten. Arnim Otto Verlag, Offenbach 1995, ISBN 3-9803923-5-X
- Ulrich Karger: Mitlesebuch Nr. 26: Ulrich Karger. Aphaia Verlag, Berlin 1997
- Janus Jung: Schicht um Schicht. Symmetrische Lyrik. Edition Elf, Burgdorf 1998
- Janus Jung: Bronzene Stufen. Symmetrische Lyrik. Edition Elf, Burgdorf 1998

## Einzelausstellungen
- 1979: Zeichnungen und Radierungen. Galerie Wolf, Thayngen.
- 1993: Kolibris Federzeichnungen. Studio für Bildende Kunst, Berlin.
- 1998: Kolibri – Bilder und Zeichnungen. Junge Galerie, Gailingen.
- 2006: Anlässlich Verleihung des EnBW-Förderpreises, Hans-Thoma-Museum, Bernau im Schwarzwald.
- 2008: Bunt fürs Leben. Großherzogliches Palais Badenweiler, Badenweiler.
- 2008: Kolibri und Freunde. Rathaus-Galerie, Jestetten.
- 2009: Eisen und Feder. Kolibri und Eberhard Rieber, Bilder und Plastiken aus Holz, Schloßkeller, Waldshut-Tiengen.
- 2011: Bewegte Wege. Kolibri und Peter Frisch, Bilder und Plastiken aus Holz, Galerie Mauritiushof, Bad Zurzach.
- 2012:	Bunte Wege. Kolibri und Peter Frisch, Bilder und Plastiken aus Holz in der Schür, Stühlingen.
- 2013/14: In den Farben des Regenbogens. Museum des Landkreises Waldshut, St. Blasien
- 2014:	Große Ausstellung zur Verleihung des Bräunlich-Bieser-Preises, Schloßkeller Tiengen in Waldshut-Tiengen
- 2015:	Kolibri. Galerie Pigmento, Luzern.
- 2017: Grenzgänger. Stadtmuseum Schopfheim
- 2022/23: Aufbruch und Neubeginn. Museum des Landkreises Waldshut, St. Blasien

## Werke in Öffentlichen Sammlungen
- Kulturamt des Landkreises Waldshut
- Gemeinde Jestetten
- Museum Küssaberg
- Kulturamt der Stadt Hilden
- Große Kreisstadt Waldshut-Tiengen
- Hans-Thoma-Kunstmuseum, Bernau im Schwarzwald
- Regierungspräsidium Freiburg

## Auszeichnungen
- 1984 1. Preis – Wettbewerb Grenzen, Kulturbahnhof Igel, Trier
- 1985 Preis des Wettbewerbs Kauft kein Kriegsspielzeug, DGB, Berlin
- 1996 1. Preis – Wettbewerb Unser Museum, Museum Küssaberg, Rheinheim
- 1998 3. Preis – Wettbewerb Faber-Castell-Region, Schaffhausen, Schweiz
- 2000 2. Preis – Wettbewerb Stadt-Land-Fluss, Inge-Freytag-Stiftung, Waldshut
- 2006 EnBW-Förderpreis
- 2014 Kunstpreis der Bräunlich-Bieser-Stiftung